# 동두천 삼충단

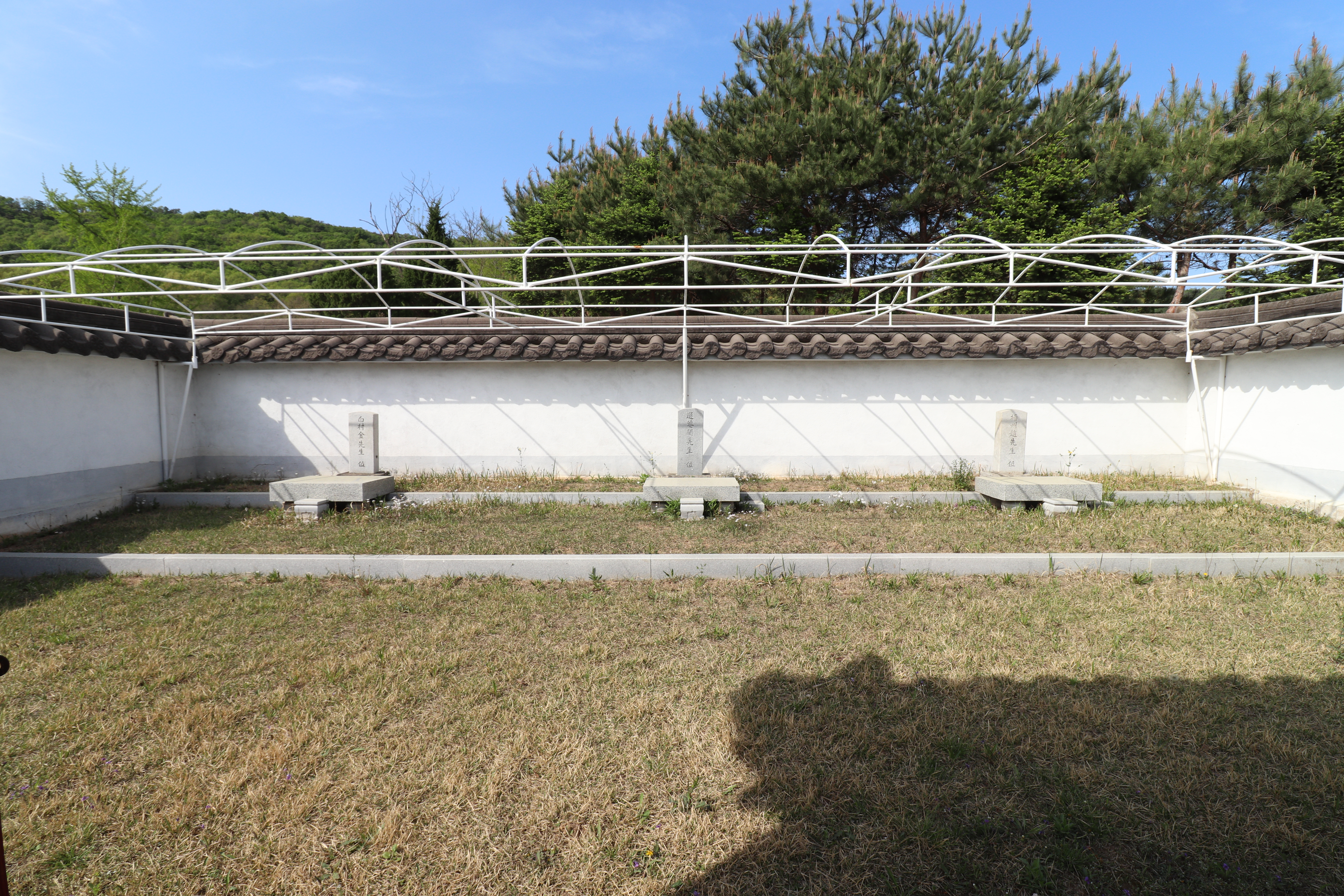

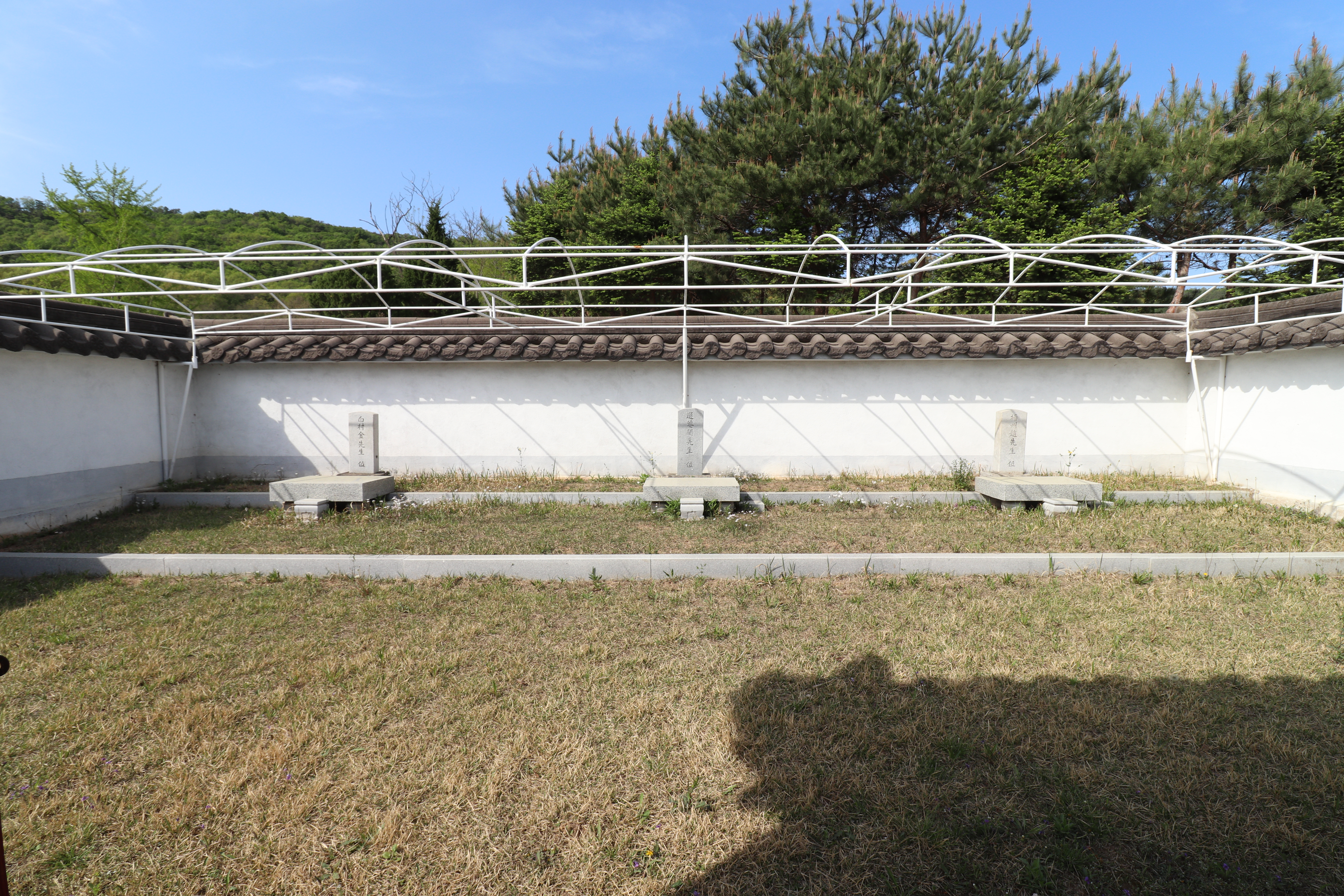
삼충단

동두천 삼충단(東豆川 三忠壇)은 대한민국 경기도 동두천시에 있는 삼충단이다. 1986년 4월 28일 동두천시의 향토문화재 제9호로 지정되었다.
삼충단은 조선 단종 원년(1453)부터 세조 2년(1456)까지 세조의 왕위찬탈에 항거 단종의 복위 운동에 가담했던 민신(閔伸)·김문기(金文起)·조극관(趙克寬) 등 세 충신의 호패비를 모신 곳이다. 곡담 내 대리석 호패비들은 각각 높이 67cm, 폭 28cm, 두께 10cm이며, 삼충단 규모는 정면 9.6m, 측면 7.2m이다.

## 개요
삼충단은 1453년(단종1)부터 1456년(세조2)까지 수양대군의 왕위찬탈에 항거하며 단종의 복위에 가담했던 민신(閔伸),조극관(趙克寬),김문기(金文起) 등 세 충신의 업적을 기리기 위해 1932년 9월 김문기의 후손 김항권이 양주 유림의 협조를 얻어 호패비(號牌碑)를 세우고 해마다 춘추로 종정일을 택해 제사를 지내는 곳이다. 민신 선생의 호는 둔암(遯菴), 본관은 여흥(驪興)이다. 문종 때 병조판서와 이조판서를 역임했다. 단종 원년 계유정난 때 현능(顯陵) 비역(碑役)을 감독하던 중 김종서의 일파라 하여 비역소(碑役所)에서 참살 당했다. 정조 때 복관되고 시호는 충정(忠貞)이다.김문기 선생의 자는 여공(汝恭), 호는 백촌(百村), 본관은 금령(金寧)이다. 1426년(세종8) 식년문과에 급제한 뒤 검열(檢閱),정언(正言),함길도관찰사를 거쳐 이조판서에 이르렀다. 1456년(세조2) 단종 복위운동에 가담했다가 처형되었는데 영조 때에 가서 복관(復官)되었고, 시호는 충의(忠毅)이다. 조극관 선생의 본관은 양주이다.1414년(태종14) 문과에 급제한 뒤 1441년(세종23) 우승지, 평안도관찰사를 거쳐 1451년(문종1) 동지중추부사,대사헌,우참찬을 지냈다. 단종 원년 이조판서가 되었으나 1453년 계유정란 때 김종서의 일파로 몰려 격살(擊殺)되었다.

## 같이 보기
- 민신
- 김문기
- 조극관